# 卡尔十四世·约翰
让-巴蒂斯特·于勒·贝尔纳多特（法語：Jean-Baptiste Jules Bernadotte，1763年1月26日—1844年3月8日），生于法国波城，1804年晋封法国元帅，1810年成為瑞典国王卡爾十三世的養子，並选为瑞典王储，1818年即位为瑞典国王卡尔十四世·约翰（瑞典語：Karl XIV Johan）和挪威国王卡尔三世·约翰（挪威語：Karl III Johan），是贝尔纳多特王朝開國君主，在位至1844年去世。

## 早年
贝尔纳多特生于法国加斯科涅的波城，是当地检察官亨利·贝尔纳多特与让娜·圣让之子。他的教名为让-巴蒂斯特（Jean-Baptiste），后来受法国大革命的名字仿古風氣影響，又加上词源为“尤利乌斯·恺撒”（Julius Caesar）的“儒勒”（Jules）。他家族的姓氏原为德·布埃（de Pouey），在17世纪初改为贝尔纳多特。

## 军旅生涯
贝尔纳多特于1780年9月3日加入皇家军隊，成为王家海军军团的一名上等兵，在科西嘉开始服役，擔任近十年的士官。1789年法国大革命爆发后，他展露出的军事天才使他节节高升。1792年至1794年間，他從上尉被拔擢为上校，到1794年10月，他已经成为桑布爾与默茲军的准将師長。1794年6月26日，在儒尔当将军麾下效力的贝尔纳多特为取得弗勒吕斯会战的胜利立下赫赫战功，此后他成为方面军的将军。1796年，他为新败于奥地利卡尔大公的法军成功撤过莱茵河立下头功。作為資深士官出身的伯納多特，對於士兵的紀律格外要求，他甚至因指控身邊的參謀軍官收賄而與其決鬥。
1797年，他奉命率部从莱茵方面增援在意大利作战的拿破仑，在塔格利亚门图的作战中表现极为出色。儘管伯納多特與拿破崙初次會面時相處融洽，然而不久他們便開始私下較勁，伯納多特甚至曾以不服從命令為由，拘捕拿破崙倚重的左右手貝爾蒂埃。1798年，他作为大使前往维也纳，奥地利人扯下使馆的三色旗后，以离职迫使奥地利屈服。

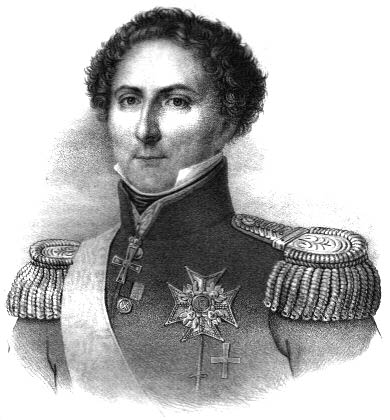
贝尔纳多特元帅

1798年8月16日，贝尔纳多特与德茜蕾·克拉里（1777年～1860年）结婚。德茜蕾是马赛一位丝绸商人的女儿，拿破崙的未婚妻，德茜蕾曾因為拿破崙悔婚另娶差點自殺，被貝爾納多特所救回，兩人因此結緣。她的姐姐茱莉·克拉里正是拿破仑长兄约瑟夫·波拿巴的妻子，因此贝尔纳多特成為波拿巴家族一員。7月2日至9月14日，贝尔纳多特任法国陆军部长。在此期间他与波拿巴党保持距离，并拒绝为拿破仑在1799年11月发动的雾月政变提供帮助，但他亦並未對政變表示反對。由於拿破崙懷疑伯納多特在暗中反對他，二人的關係漸趨緊張，克拉里姊妹只能出面緩頰。1800年1月，他被任命为参议员。1800年4月至8月18日，他在旺代戰爭期間担任西方军团司令。
拿破仑建立法兰西第一帝国后，晋封贝尔纳多特等十八人为帝国元帅。1804年6月至1805年9月期间，贝尔纳多特在新近占领的汉诺威担任当地总督。在1805年的第二次法奥战争中，贝尔纳多特率领驻扎在汉诺威的第一军与友军协作，将马克指挥的奥地利军队合围在乌尔姆。因着他在奥斯特里茨会战中的效劳，拿破仑封他为蓬特科沃亲王。但是，在同年对普鲁士的作战中，贝尔纳多特的第一军在耶拿—奥尔施塔特双重会战爆发时距离两个战场都近在咫尺，却无所作为，讓達武部隊置於險境，戰後贝尔纳多特遭拿破仑严厉斥责，伯納多特更險些被送上軍事法庭。
1808年，贝尔纳多特任漢薩城市总督。在对奥地利的作战中，贝尔纳多特率领萨克森军團参加了1809年6月6日的瓦格拉姆会战，戰鬥第一日他麾下的薩克森軍團因身著與奧軍相似的白色制服，而遭到友軍誤擊，部隊因而驚慌失措地潰散，次日伯納多特更是擅自將戰鬥中的部隊撤回己方陣地，事後伯納多特甚至發出佈告稱讚麾下的薩克森軍，讓拿破崙大為光火，因此伯納多特被拿破仑解职。愤怒的贝尔纳多特返回巴黎，内阁会议仍然信任他，并任命他担负起在荷兰防御英军的责任，伯納多特於瓦爾赫倫島戰役擊敗英軍，使英國登陸行動宣告失敗。

## 成为瑞典王储

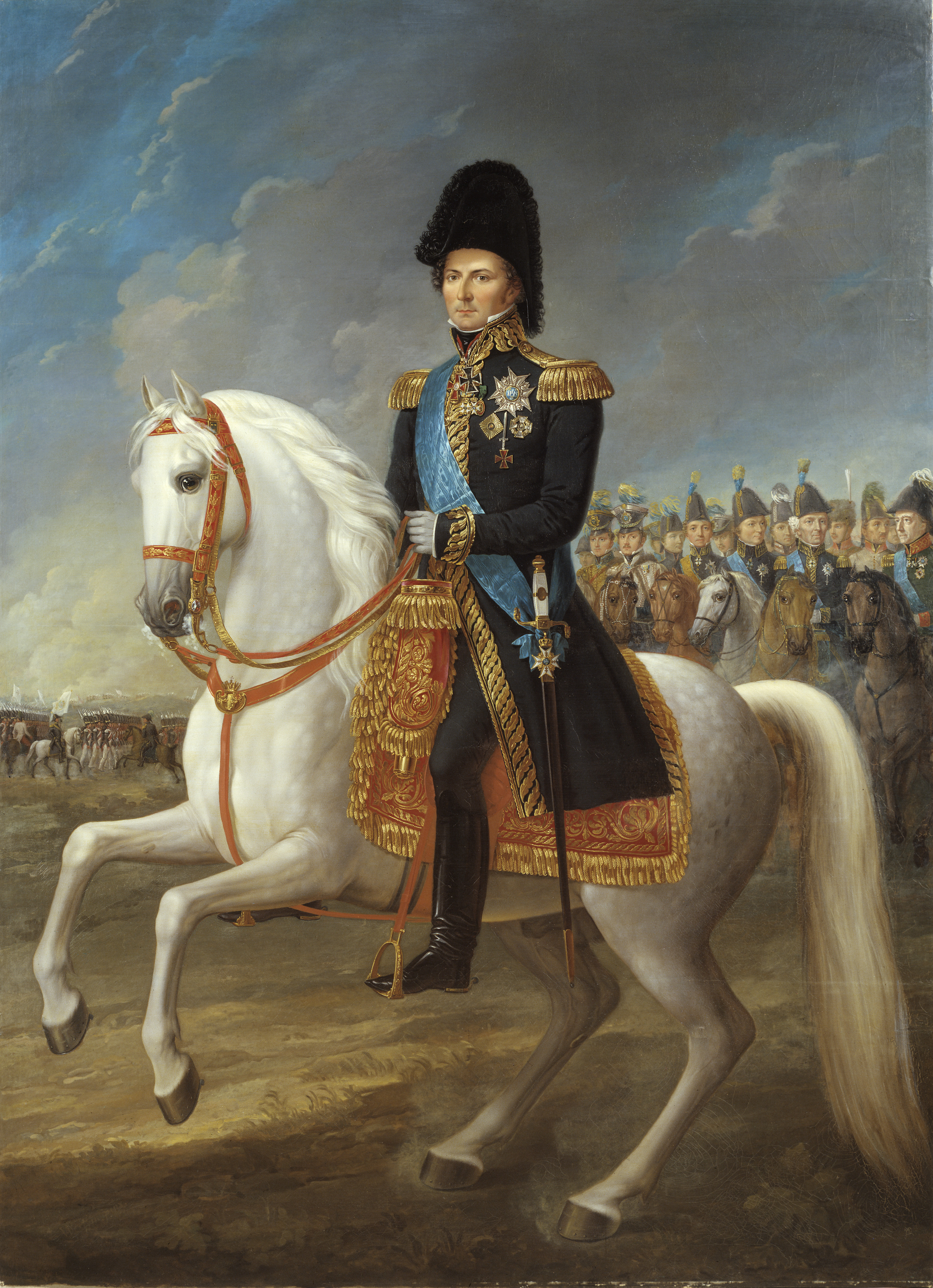
卡尔·约翰王储

1810年，在贝尔纳多特正准备前往罗马担任总督时，他意外地获知被选为瑞典国王卡尔十三世的義子、继承人。这件事是由一位瑞典大臣——卡爾·奧托·莫爾奈完全出于个人动机而独自决策的。
卡爾十三世育有二子，皆夭折，後立挪威總督卡爾·奧古斯特為儲君，但此位王儲在四個月後墜馬並中風而卒，死因離奇，卡爾十三世於是選了卡爾·奧古斯特的兄弟腓特烈‧克里斯蒂安擔任新王儲，瑞典國會在1810年8月8日通過。
當時拿破崙已經雄霸歐洲，卡爾十三世於是派莫爾奈前往法國請示拿破崙，但莫尔奈直接找上了贝尔纳多特，並打算擁立他成為瑞典王儲。莫尔奈認为，許多瑞典军人考虑到未来可能与俄国发生军事冲突，因此倾向于由一位军官出任未来的国王，另外贝尔纳多特在丹麦的作战中对瑞典战俘相当友善，这为贝尔纳多特赢得了瑞典人的好感。莫尔奈将此提议告诉贝尔纳多特，贝尔纳多特不敢輕易答應，於是請示拿破仑的意見，拿破仑觉得一個法國元帥去當瑞典國王的養子，实在荒谬絕倫，但拿破崙也認為在北歐有一個親法的政權，甚至是如華沙公國一樣的傀儡政權，也是一件好事，所以默許了。贝尔纳多特于是告知莫爾奈，如果他当选储君，他不会拒绝这一荣誉。
瑞典政府惊讶于莫爾奈的无耻舉動，当莫爾奈返回瑞典时，立刻以叛國罪逮捕了莫爾奈，旅居瑞典的法國富商富尼爾（Jean-Antoine Fournier）出錢出力遊說議會，告知議員們，如果選舉一位法國將軍，可以改善與拿破崙的關係，所以贝尔纳多特在瑞典最终还是得到了支持。1810年8月21日，贝尔纳多特被选举为新任储君並監國，以大元帥銜统帅瑞典军队，贝尔纳多特也宣告放棄蓬特科沃親王頭銜。

## 瑞典王储与摄政

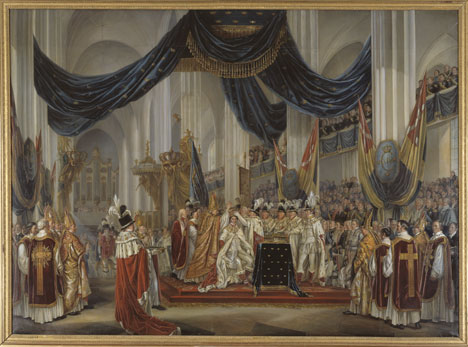
卡尔十四世·约翰加冕为瑞典国王

卡尔三世·约翰加冕为挪威国王

11月2日，贝尔纳多特抵達斯德哥尔摩，11月5日，他接受了议会的拜谒，并被卡尔十三世国王收为养子，改名“卡尔·约翰”（Karl Johan）。这位新王储很快就成为全瑞典最受欢迎并且最有权势的人。老弱的国王和议会的终结使得政府大权，特别是外交事务，完全落入他的手中。他的整个政策以占领挪威为核心。很快，卡尔·约翰就证明他完全不是拿破崙的傀儡：1813年，他使瑞典与英国和普鲁士——法国的敌人结为第六次反法同盟。这位瑞典王储在同盟经受了1813年5月2日在吕岑和5月21日在包岑的失败之后，给同盟带来了新的活力。他提出特拉成堡計劃(Trachenberg)，建议聯軍避免與拿破仑本人正面交戰，只集中攻击他的元帅们。卡尔·约翰作为同盟北路军团的总指挥，在8月击败向柏林进军的乌迪诺，9月在邓尼维茨击败内伊。
但是在聯軍取得莱比锡会战的决定性胜利后，他转而决定不惜一切代价削弱丹麦并保护挪威，12月在波恩哈夫擊敗丹麥軍。1814年1月，戰敗的丹麥和瑞典簽訂《基爾條約》，把原屬丹麥的挪威割讓予瑞典。但挪威反對和瑞典合併，5月17日制定憲法，自行宣告獨立並推舉總督克里斯蒂安·弗雷德里克為新國王。卡爾·約翰勸降無效後，7月26日揮兵入侵挪威，8月14日就迫使挪威簽訂《莫斯條約》，同意與瑞典成立聯合王國。入侵挪威之戰是瑞典至今最後一場戰役。

## 瑞典与挪威国王

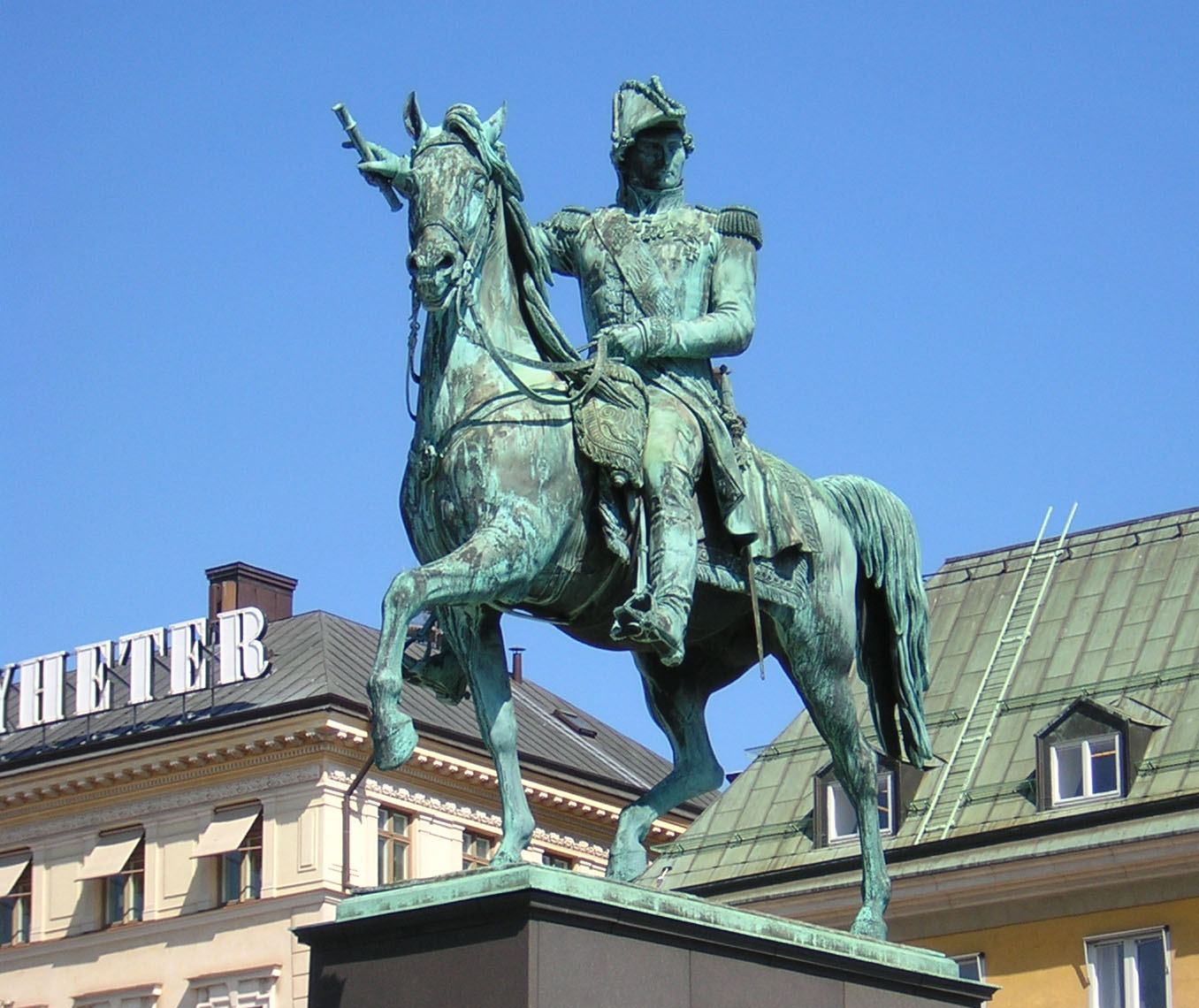
斯德哥尔摩的卡尔十四世·约翰骑像

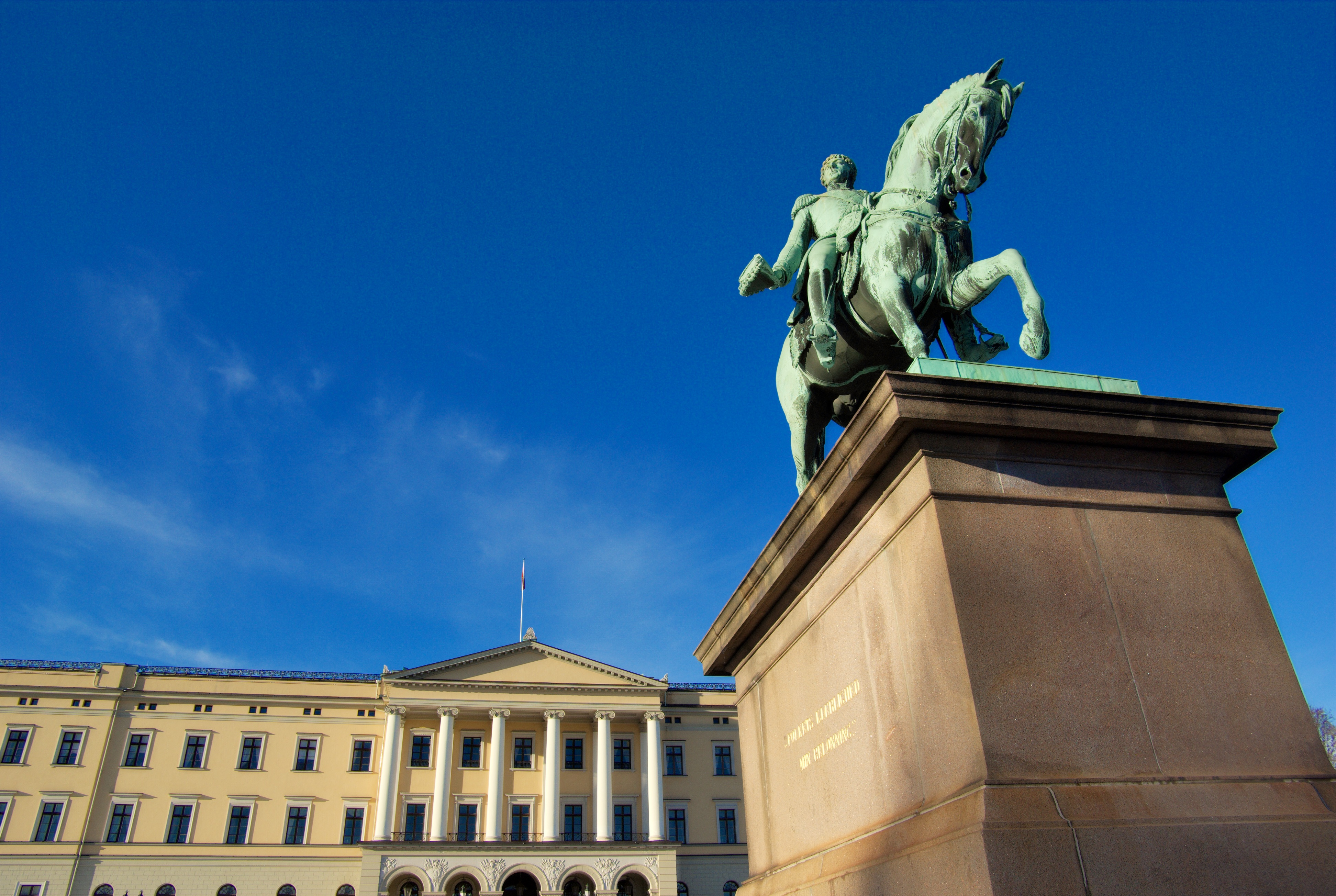
奧斯陸的卡爾三世·約翰騎像

1818年，瑞典及挪威國王卡爾十三世（二世）死後，卡爾·約翰繼任為兩國國王，是為卡爾十四世（三世）·約翰，從此開創了貝爾納多特王朝。他繼位時在瑞典宮廷從羅馬天主教改宗，皈依路德宗。他從來沒有學習瑞典語或挪威語，但依然有效統治兩國，因為當時歐洲多數的官僚都會說法語。卡爾十四世·約翰在位期間，歷時22年的約塔運河竣工，連接維納恩湖和東面180公里外的南雪平，直通波羅的海。
他的保守主義雖然不受歡迎，但沒有危及他的統治。1840年瑞典議會議員曾聯手要他退位，但議會最終還是妥協了，換取國王進行改革。在挪威，他同樣無法達成強權統治，也無法阻止挪威人慶祝5月17日制憲日國慶。
外交方面，卡爾十四世·約翰意識到瑞典連年征戰，又失去芬蘭，國力已經十分疲乏，故奉行中立政策，不再干預歐洲事務。瑞典從此享有和平。
他在1844年3月8日逝世，由兒子奧斯卡一世繼位。克里斯蒂安尼亞（奧斯陸）王宮前的主要大道，後來以他命名為卡爾·約翰大街；斯德哥爾摩也有卡爾·約翰廣場紀念他。 

## 直系继承人
- 亨利·贝尔纳多特
- 卡尔十四世·约翰，瑞典-挪威国王
- 奥斯卡一世，瑞典-挪威国王
- 卡尔十五世，瑞典-挪威国王
- 奥斯卡二世，瑞典-挪威國王→瑞典国王
- 古斯塔夫五世，瑞典国王
- 古斯塔夫六世，瑞典国王
- 卡尔十六世·古斯塔夫，瑞典国王
- 维多利亚公主，瑞典王储